# Tamaphora obtusa
Tamaphora obtusa är en insektsart som först beskrevs av Matsumura 1903.  Tamaphora obtusa ingår i släktet Tamaphora och familjen spottstritar. Inga underarter finns listade i Catalogue of Life.